# Participation périphérique légitime
 (août 2013).
La participation périphérique légitime est un principe qui explique comment les néophytes qui abordent un nouveau domaine d'expérience deviennent, au fil du temps, des membres chevronnés et des vétérans d'une communauté de pratique ou d'un projet collaboratif. Selon ce principe, les néophytes intègrent une communauté en participant d'abord à des tâches qui, bien qu'elles soient simples et sans danger, sont profitables à la communauté et nécessaires à l'atteinte de ses buts. Au travers d'activités périphériques, les novices deviendraient familiarisés avec les tâches, le vocabulaire et les principes organisationnels de la communauté.